# Kazuki Nakajima
Kazuki Nakajima (Aichi, 11 de gener de 1985) és un pilot de Fórmula 1 japonès, de l'equip Williams F1 Team des de 2007.
És fill del pilot retirat i expert de Fórmula 1 japonès Satoru Nakajima.
Nakajima va començar en el karting el 1996 guanyant la beca de l'Escola de Fórmula Toyota el 2002 i la Fórmula Toyota el 2003.
Kazuki va participar en la Fórmula 3 Nipona el 2004, on va aconseguir 2 victòries consecutives en el seu debut demostrant la seva competitivitat i capacitat acabant finalment al cinquè lloc del campionat.
El 2005 va tornar a participar en la Fórmula 3 Nipona acabant segon. El 2006 va participar en la Fórmula 3 Euro Series en el programa de joves pilots de Toyota.
A causa de l'acord de subministrament de motors de Toyota Racing amb l'escuderia Williams F1 Team firma contracte amb aquesta com a tercer pilot per a 2007. Encara que el 2007, correria normalment en la GP2. El seu primer any en la categoria es va saldar amb una magnífica 5a posició global (44 punts), sent proclamat "principiant de l'any". Va aconseguir cinc pòdiums i una pole.
Va debutar en la Fórmula 1 en el Gran Premi del Brasil del 2007, substituint a l'escuderia Williams F1 l'austríac Alexander Wurz que va anunciar la seva retirada després del Gran Premi de la Xina. La classificació no va ser gaire bé per a Nakajima, ja que no va poder passar a la Q2 amb una pobra 19è posició, per darrere d'Anthony Davidson i dels dos Spyker. En carrera va atropellar dos dels seus mecànics (sense conseqüències greus) en no regular bé la velocitat del pitlane. El pilot japonès va acabar la carrera en la desena posició.

## Temporada 2008 de Fórmula 1
En la temporada 2008 Nakajima va passar a ser el segon pilot de Williams F1.
- AUSTRÀLIA: Va començar amb un sisè lloc en Gran Premi d'Austràlia del 2008, sent la primera vegada que puntua en la F1.

- MALÀISIA: Una carrera per oblidar a Malàisia. La penalització de 10 llocs en graella li va fer sortir 22è. Al final va acabar 17è i últim, després d'un toc quan remuntava.

- BAHRAIN: A Bahrain, Kazuki assoliment la 16a posició a la graella de sortida i va acabar la carrera en 14è lloc, per darrere de Lewis Hamilton. Li va sortir malament l'estratègia de carrera.

- ESPANYA: En el Gran Premi d'Espanya finalitza 7è i aconsegueix dues unitats més.

- TURQUIA: Quan Kazuki entrava en la primera corba, en l'Istambul Park, se'l va "menjar" un Force India, el de Giancarlo Fisichella. Va ser el seu primer abandonament en la F1.

- MÒNACO: A Mònaco torna a ser setè després de no cometre cap error en el circuit, demostrant que té capacitat per conduir en condicions difícils. A més, es va convertir en el primer japonès a puntuar allà.

- CANADÀ: Al Canadà va fer una gran carrera i tenia opcions de pòdium fins que va perdre el control del seu Williams-Toyota en entrar en boxes i va xocar contra el mur.

- FRANÇA: A França fa una carrera mediocre, ja que va començar en 15a posició i va acabar al mateix lloc.

- GRAN BRETANYA: Kazuki torna a puntuar amb un 8è lloc. És l'únic pilot, junt amb els de McLaren, que han puntuat en les carreres en moll que s'han disputat el 2008.

- ALEMANYA: A Hockenheim realitza una altra fluixa carrera, finalitzant catorzè.

## Resultats Complets F1
Nota: Carreres en negreta surt pole position
| Any  | Equip    | 1       | 2       | 3       | 4       | 5       | 6       | 7       | 8       | 9       | 10      | 11      | 12      | 13      | 14      | 15      | 16      | 17     | 18  | Equip    | LLoc Final | Punts |
| ---- | -------- | ------- | ------- | ------- | ------- | ------- | ------- | ------- | ------- | ------- | ------- | ------- | ------- | ------- | ------- | ------- | ------- | ------ | --- | -------- | ---------- | ----- |
| 2007 | Williams | AUS DNP | MYS DNP | BAH DNP | ESP DNP | MON DNP | CAN DNP | USA DNP | FRA DNP | GBR DNP | EUR DNP | HUN DNP | TUR DNP | ITA DNP | BEL DNP | JPN DNP | CHN DNP | BRA 10 |     | Williams | 22º        | 0     |
| 2008 | Williams | AUS 6   | MYS 17  | BAH 14  | ESP 7   | TUR Ret | MON 7   | CAN Ret | FRA 15  | GBR 8   | GER 15  | HUN     | EUR     | BEL     | ITA     | SIN     | JPN     | XIN    | BRA | Williams |            | 8     |